# غيولا فوتو
غيولا فوتو (بالمجرية: Futó Gyula)‏ (29 ديسمبر 1908 – 2 أكتوبر 1977) لاعب كرة قدم مجري راحل كان يجيد اللعب في خط الدفاع.
لعب طوال مسيرته الرياضية في نادي أويبست.
مثل منتخب المجر في 7 مباريات (1934-1937). شارك مع منتخب المجر في بطولة كأس العالم 1934 في إيطاليا حيث خرج من الدور الربع النهائي.

## وصلات خارجية
- غيولا فوتو على موقع الاتحاد الدولي (مؤرشف)  (الإنجليزية)
- غيولا فوتو على موقع قاعدة بيانات كرة القدم.إي يو (الإنجليزية)
- غيولا فوتو على موقع ناشيونال فوتبول تيمز (الإنجليزية)
- غيولا فوتو على موقع Soccerway.com (الإنجليزية)
- غيولا فوتو على موقع عالم كرة القدم.نت (الإنجليزية)

- سيرة ذاتية